# رود ثورن
رود ثورن (بالإنجليزية: Rod Thorn) مواليد 23 مايو 1941 في برينستون، هو مدرب كرة سلة أمريكي ولاعب سابق. بدأ مسيرته الاحترافية في سنة 1963. تم اختياره من قبل فريق واشنطن ويزاردز خلال الدرافت. يبلغ طوله 6 قدم 4 بوصة (1.9 م). اعتزل اللعب في 1971.

## المسيرة الاحترافية
لعب مع واشنطن ويزاردز في موسم 1963–1964، ثم لعب مع ديترويت بيستونز من سنة 1964 إلى 1966، ثم لعب مع أتلانتا هوكس من سنة 1965 إلى 1967، ثم لعب مع سياتل سوبرسونيكس من سنة 1967 إلى 1971.

## روابط خارجية
- رود ثورن على موقع IMDb (الإنجليزية)
- رود ثورن على موقع إن بي أي (الإنجليزية)
- رود ثورن على موقع سبورتس رفرنس (الإنجليزية)
- رود ثورن على موقع كلية كرة السلة في سبورتس رفرنس.كوم (الإنجليزية)
- رود ثورن على موقع ريلجم (الإنجليزية)
- رود ثورن على موقع بروبوليرز (الإنجليزية)
- رود ثورن على موقع سبورتس رفرنس (الإنجليزية)